# Aeroportul Qingyang
Aeroportul Qingyang (IATA: IQN, ICAO: ZLQY) este un aeroport din Qingyang⁠(d), Gansu, Republica Populară Chineză ce deservește zona Qingyang⁠(d). Aeroportul a fost tranzitat în 2022 de 294.222 de pasageri.
Aeroportul dispune de o singură pistă.